# 罗格涅季诺
罗格涅季诺（羅馬化：Rognedino）是俄罗斯布良斯克州的市级镇、罗格涅季诺区行政中心，在州府布良斯克西北方。
该地2021年人口有2,847人；2010年人口3,158；2002年人口3,354；1989年人口3,452。